# 弗倫奇波特 (阿肯色州)
弗倫奇波特（英語：Frenchport）是位於美國阿肯色州沃希托縣的一個非建制地區。該地的面積和人口皆未知。

## 地理
弗倫奇波特的座標為33°28′16″N 92°46′41″W / 33.47111°N 92.77806°W，而該地的平均海拔高度為72米（即236英尺）。